# Ceratojoppa citriscuta
Ceratojoppa citriscuta là một loài tò vò trong họ Ichneumonidae.